# لويس فريدمان
لويس ديل فريدمان (بالإنجليزية: Louis Friedman) (من مواليد 7 يوليو 1941) فيزيائي، مهندس فضاء أمريكي، ساهم مع كارل ساغان وبروس تشرشل موراي في تأسيس الجمعية الكوكبية وأصبح المتحدث الرسمي لها.

## السيرة الذاتية

### التعليم والحياة المبكرة
ولد في نيويورك سيتي وتربى في برونكس.التحق بجامعة ويسكونسن، ماديسون وتخرج منها حاصلا على درجة البكالوريوس في الرياضيات التطبيقية والفيزياء الهندسية في عام 1961. التحق بعدها بجامعة كورنيل وحصل منها على درجة الماجستير في الهندسة الميكانيكية في عام 1971، بينما حصل على درجة الدكتوراه من قسم علوم الطيران والملاحة الفضائية في معهد ماساتشوستس للتكنولوجيا بعد مناقشة أطروحته بعنوان «استخراج المعلومات العلمية من بيانات التتبع الخاصة بالمركبات الفضائية».
عمل في الفترة ما بين عام 1963-1968 في قسم AVCO لأنظمة الفضاء. في حين كان مدير قسم الدراسات الكوكبية المتقدمة في مختبر الدفع النفاث في الفترة ما بين عام 1970- 1980، أشرف فيها على بعثات المريخ، بعثات ما بعد المريخ، بعثة مسبار مارينر 10 إلى كوكبي عطارد والزهرة، برنامج فوياجر، برنامج فايكينغ، بعثة مسبار ماجلان لاستكشاف الزهرة وبعثات استكشاف مذنب هالي.

## المشاريع، المطبوعات والخطابات
- بعثات الفضاء البشرية: من المريخ إلى النجوم. صحيفة جامعة أريزونا، عام 2015. (ردمك 978-0-8165-3146-2).
- السفر إلى النجوم: النظام الشمسي والطيران بين النجوم. عام 1988، 146 صفحة.(ردمك 978-0-471-62593-3).
- مدير مشروع بعثة متجة للشمس من قبل الجمعية الكوكبية.
- جزء من الفريق التقني لبالون المريخ ومارس روفر للجمعية الكوكبية.
- شارك في مراجعات وتقييم البعثات الفضائية الأمريكية والروسية داخل الكونغرس الأمريكي.[3]
- حضر جلسة استماع الكونغرس عام 2004 عن الفضاء.[4]
- فكر أكبر حول المريخ، 27 يونيو 2000.
- الاستجابة لنداء الفضاء، 13 أغسطس 2007.
- أين ستأخذنا الخمسين عاما القادمة في الفضاء؟ آراء الخبراء، مجلة الميكانيكا الشعبية، سبتمبر 2007.

## الجمعيات
- الجمعية الكوكبية- المدير التنفيذي، مؤلف عمود شاهد العالم في مجلة الجمعية.
- سيجما كاي.
- الجمعية الأمريكية للملاحة الفضائية.
- زمالة الجمعية الأمريكية لتقدم العلوم.
- المعهد الأمريكي للملاحة الجوية والفضائية- عضو في الكونغرس عامي 1978-1979.

## وصلات خارجية
- تاريخ مختبر الدفع النفاث نسخة محفوظة 23 يوليو 2019 على موقع واي باك مشين..
- لويس فريدمان- التاريخ السياسي للبشر على المريخ- المؤتمر السنوي الحادي والعشرون لجمعية المريخ.
- بث مباشر للويس فريدمان وإيميلي لاكدوالا بمناسبة الذكرى 40 لبعثة فويجر على موقع التواصل الاجتماعي فيسبوك.